# Chủ nghĩa Marx
Chủ nghĩa Marx hay Mác-xít (phiên âm từ Marxist) là hệ thống học thuyết triết học, lịch sử và kinh tế chính trị dựa trên các tác phẩm của Karl Marx (1818 - 1883) và Friedrich Engels (1820 - 1895). Từ khi tập ba của tác phẩm "Tư bản" (Das Kapital) được xuất bản năm 1895, những người theo Marxist đã cố gắng tích hợp các ý tưởng trong đó vào trong một phương án chung phục vụ cho việc xây dựng một trật tự xã hội mới được gọi là xã hội chủ nghĩa hay cộng sản chủ nghĩa.
Từ thời gian đó đã phát triển nhiều khuynh hướng chịu ảnh hưởng chủ nghĩa Marx khác nhau mà mỗi một khuynh hướng đều tự nhận chính mình là kế thừa của "các nhà kinh điển" và phân rõ ranh giới lẫn nhau, trong đó có:
- Phong trào Dân chủ Xã hội mà Chủ nghĩa Marxist Áo (Austromarxism) là một hình thức đặc biệt. Hiện nay một số đảng dân chủ xã hội hay nhóm cánh tả trong phong trào này các nước ở phương Tây đều công nhận các mô hình xã hội tiến bộ trong học thuyết Marx, nhưng chủ trương xây dựng xã hội mới bằng biện pháp đấu tranh hòa bình qua thời gian dài để thúc đẩy tiến hóa xã hội. Tiêu biểu cho khuynh hướng này là một số trong số các đảng Dân chủ xã hội ở châu Âu và một số nước khác.
- Chủ nghĩa Lenin (Chủ nghĩa Marx–Lenin) và các khuynh hướng dựa trên chủ nghĩa Lenin như chủ nghĩa Stalin, chủ nghĩa Trotsky, chủ nghĩa Mao, chủ trương xây dựng xã hội mới bằng biện pháp cách mạng, thành lập nhà nước mới. Tiêu biểu cho khuynh hướng này là các đảng Cộng sản tại các nước trên thế giới. Các đảng Cộng sản thường có quan hệ đồng minh với các đảng Dân chủ xã hội ở trên (do cùng chia sẻ học thuyết Marx), tạo nên lực lượng chính trị được gọi chung là cánh tả.
- Chủ nghĩa cộng sản Tây Âu (Eurocommunism) là khuynh hướng cộng sản tại Tây Âu đã từ bỏ ý tưởng thực hiện cách mạng bạo lực để tạo ra nhà nước chuyên chính vô sản. Khuynh hướng chính trị này chấp nhận nền dân chủ phương Tây và chủ trương tiến đến chủ nghĩa cộng sản bằng các biện pháp cải cách xã hội.
- Chủ nghĩa Tân Marxist (Neomarxism) hay Chủ nghĩa Hậu Marxist (Postmarxism) dưới nhiều hình thức khác nhau như Trường phái Frankfurt (Frankfurt School).

## Tổng quan

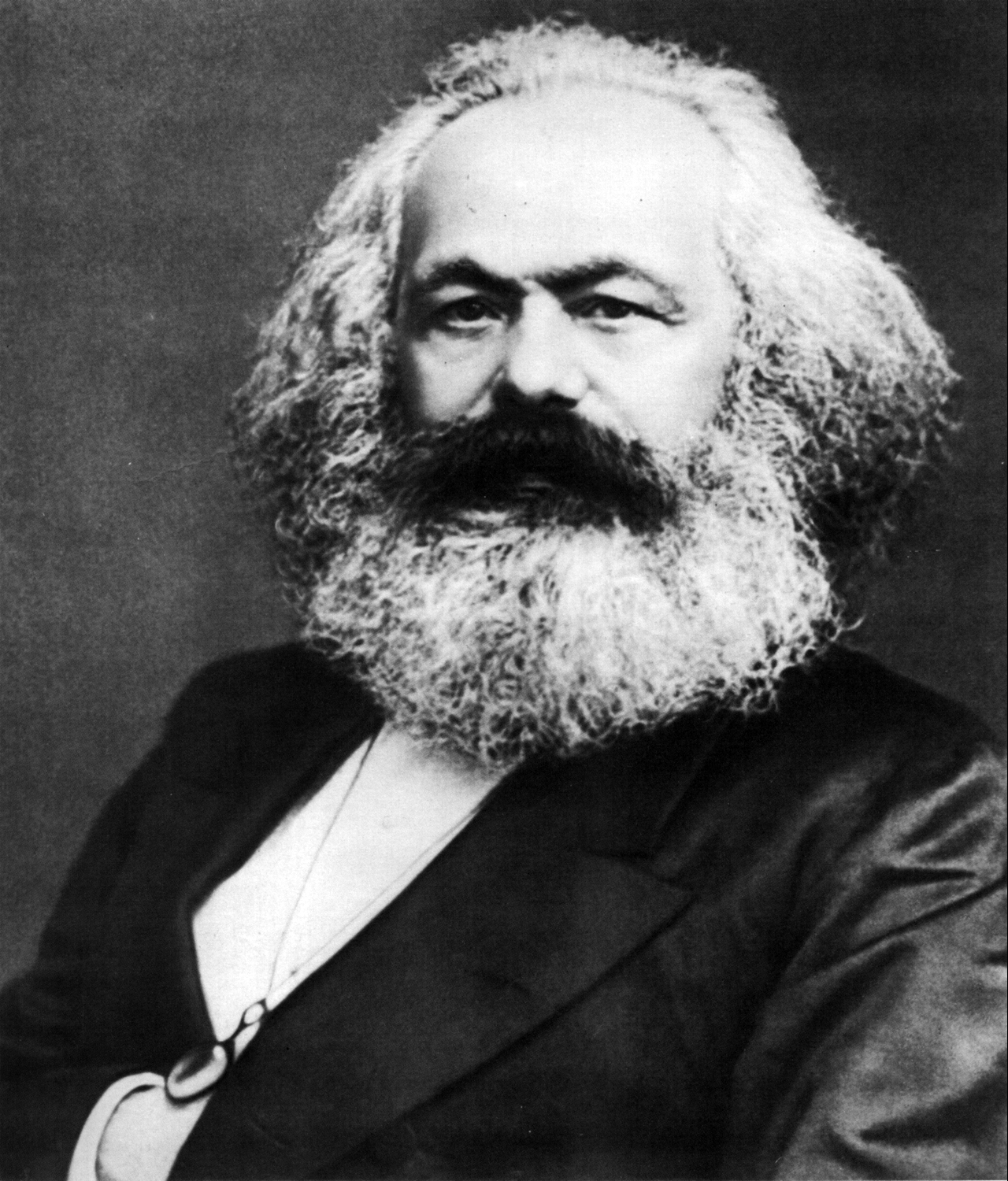
Karl Marx

Thuật ngữ "chủ nghĩa Marx" đầu tiên được những người cánh hữu sử dụng với nghĩa xấu. Chỉ từ cuối thế kỷ XIX thuật ngữ này mới được chính những người theo chủ nghĩa Marx tiếp nhận. Chính Marx cũng đã từng nói rằng ông thích dùng khái niệm "chủ nghĩa xã hội khoa học" cho học thuyết của ông hơn. Marx đã gọi tên học thuyết của mình bằng nội dung, bằng hạt nhân của học thuyết, chứ không phải là gắn liền với cá nhân. Nếu ta quan niệm như Lenin đã quan niệm, nghĩa là học thuyết đó là chủ nghĩa duy vật biện chứng thì đến một sự phát triển nào đó của nó, sự đóng góp cụ thể của cá nhân, Marx hoặc Lenin, hoặc của bất kì ai đó có thể bị đào thải nhưng học thuyết vẫn giữ được hạt nhân của nó thì nó vẫn là nó. Marx phê phán những người đi trước và cùng thời này rằng họ chỉ "mơ ước" một xã hội của nhân tính, lý tính và tự do hướng theo các lý tưởng của cuộc Cách mạng Pháp mà không nghiên cứu một cách khoa học về các điều kiện để thực hiện nó và cũng không cố vươn đến chúng với triển vọng thành công thực tế.
Marx và Engels đã tranh luận với nhiều truyền thống tư tưởng khác nhau một cách khoa học và phê phán. Các ý tưởng cơ bản của Marx chỉ được hệ thống hóa sau khi ông qua đời. Việc xếp chúng vào một học thuyết nhất quán có hai hạn chế:
- Marx xem tác phẩm của ông trước tiên là một phân tích những mối quan hệ tương ứng, phân tích của ông có thể được kiểm nghiệm và sửa chữa một cách liên tục. Chủ nghĩa cộng sản của ông là một dự đoán tương lai được rút ra từ những phân tích đó mà ông xem là sự tiến hóa xã hội chứ không phải thứ cần tạo ra.
- Engels muốn truyền bá học thuyết này dưới dạng phổ thông dễ hiểu và vì thế nếu nhìn một cách phê bình thì đã góp phần giản lược hóa và thông tục hóa học thuyết này.

Chủ nghĩa Marx là một hệ thống lý thuyết với ý nghĩa là một thế giới quan được các chính trị gia sử dụng để định hướng thực tiễn và được các học giả sử dụng như một phương pháp luận. Học thuyết Marxist chủ yếu phản ánh sự phát triển của các ý tưởng của Marx và Engels:
- Phê bình một cách sâu rộng triết học truyền thống và "phủ nhận" chúng trong chủ nghĩa duy vật biện chứng. Với ý tưởng đó, các tác phẩm ban đầu của Marx bắt đầu với việc phê bình tôn giáo và phê bình ý thức hệ, đặc biệt là của chủ nghĩa duy tâm biện chứng Đức của Georg Wilhelm Friedrich Hegel và chủ nghĩa duy vật siêu hình của Ludwig Feuerbach. Ông kỳ vọng bổ sung phương pháp biện chứng của Hegel với nội dung lịch sử hiện thực và qua đó "đảo ngược" chủ nghĩa duy tâm. Mục đích của phê phán này là "Các nhà triết học chỉ diễn giải thế giới khác nhau; vấn đề là ở chỗ cải tạo thế giới" (Die Philosophen haben die Welt nur verschieden interpretiert; es kommt aber darauf an, sie zu verändern).[1]
- "Tồn tại [xã hội] quyết định ý thức" (Das Sein bestimmt das Bewusstsein):[2] Theo Marx quan hệ sản xuất trong một nền kinh tế là hạ tầng cơ sở cho cuộc sống tinh thần và văn hóa của một xã hội hay còn được gọi là thượng tầng kiến trúc. Marx xem đấu tranh giai cấp là biện chứng của lịch sử từ khi xã hội bắt đầu phân chia thành giai cấp đến nay. Theo Marx thì "Lịch sử tất cả các xã hội tồn tại từ trước đến ngày nay chỉ là lịch sử đấu tranh giai cấp. Người tự do và người nô lệ, quý tộc và bình dân, chúa đất và nông nô, thợ cả phường hội và thợ bạn, nói tóm lại, những kẻ áp bức và những người bị áp bức, luôn luôn đối kháng với nhau, đã tiến hành một cuộc đấu tranh không ngừng, lúc công khai, lúc ngấm ngầm, một cuộc đấu tranh bao giờ cũng kết thúc hoặc bằng một cuộc cải tạo cách mạng toàn bộ xã hội, hoặc bằng sự diệt vong của hai giai cấp đấu tranh với nhau.".[3]
- Tác phẩm chính của ông là "Phê bình chủ nghĩa kinh tế chính trị" trong ba tập của "Tư bản" trong đó ông chỉ ra bản chất của sự tích lũy tư bản trong chủ nghĩa tư bản, sự hình thành xã hội có giai cấp hiện đại và quá trình tập trung tư bản cũng được phân tích, suy luận cả về mặt kinh tế vi mô và vĩ mô. Marx cũng phân tích những khuyết điểm của trường phái kinh tế học cổ điển của Adam Smith và David Ricardo trong việc giải thích một số hiện tượng kinh tế. Học thuyết về giá trị là phần quan trọng nhất trong những phân tích này.
- Chuyển từ chủ nghĩa tư bản sang xã hội không có giai cấp trong chủ nghĩa cộng sản – thông qua giai đoạn quá độ của chủ nghĩa xã hội – là chủ đề của học thuyết cách mạng của Marx. Chủ nghĩa cộng sản là sự kết thúc của lịch sử xã hội có giai cấp, mở đầu cho lịch sử của xã hội phi giai cấp và tự do. Khi mà sự đối kháng giữa các giai cấp trong nội bộ dân tộc không còn nữa thì sự thù địch giữa các dân tộc cũng đồng thời mất theo.[4]

Đầu tiên chủ nghĩa Marx được phổ biến trong phong trào công nhân của thế kỷ XIX, đặc biệt là phong trào dân chủ xã hội Đức đã đưa các học thuyết của Marx và Engels thành cơ sở cho các chương trình hoạt động đầu tiên và đưa vào chương trình đào tạo thành viên. Sau đấy Vladimir Ilyich Lenin đã kế thừa Marx, phát triển học thuyết về chủ nghĩa đế quốc của ông mà sau Cách mạng tháng Mười năm 1917, cùng với các tư tưởng của Marx và Engels, đã trở thành ý thức hệ nhà nước của Liên bang Xô viết. Stalin gắn chủ nghĩa Lenin vào chủ nghĩa Marx thành chủ nghĩa Marx - Lenin.
Sau năm 1945, Chủ nghĩa Marx-Lenin đã có ảnh hưởng quyết định đến chủ nghĩa xã hội hiện thực trong nhiều phần đất trên thế giới, trong đó có Đông và Trung Âu, Trung Quốc, Cuba, Triều Tiên và Việt Nam. Chủ nghĩa Lenin có xuất dẫn từ những "ý tưởng cơ bản" của "các nhà kinh điển" hay không và đến đâu hay chỉ là một "phát triển sai lầm" vẫn là một trong những câu hỏi được tranh cãi nhiều nhất trong việc xây dựng lý thuyết Marxist.
Trong thập niên 1960, liên quan nhiều đến phong trào sinh viên trên toàn thế giới, các cuộc đình công của công nhân tại Tây Âu và phong trào giải phóng trong Thế giới thứ ba, đã hình thành nhiều hình thái khác nhau của chủ nghĩa tân Marxist, chủ nghĩa cộng sản châu Âu (Eurocomunism) và của chủ nghĩa xã hội dân chủ.
Việc phê bình chủ nghĩa Marx đã bắt đầu đồng thời với sự phát triển của chủ nghĩa Marx và đã trở nên quyết liệt hơn qua việc thành hình nhiều hệ thống nhà nước viện dẫn Marx trong thế kỷ XX, đặc biệt là các chính sách cứng rắn về chính trị và sự không hiệu quả về kinh tế trong chủ nghĩa xã hội hiện thực như là kết quả của học thuyết Marxist. Những người phê bình Marxist tự áp dụng học thuyết của Marx vào các hệ thống này để giải thích sự phát triển của chúng và sự thất bại trên thực tế của các mục đích xã hội được khẳng định trước đó.

## Chủ nghĩa duy vật biện chứng
Về mặt triết học chủ nghĩa Marx mang ảnh hưởng của hai thành tố: Thuyết biện chứng nhưng duy tâm của Georg Wilhelm Friedrich Hegel và chủ nghĩa duy vật máy móc của Ludwig Feuerbach. Học thuyết của Ludwig Feuerbach quan niệm tất cả các nhận thức, ý tưởng, suy nghĩ, cảm nhận... hay còn gọi là ý thức là các biểu thị hay phản ánh của vật chất hoặc xuất phát từ vật chất. Marx tiếp thu thế giới quan này của Feuerbach nhưng ông bổ sung thêm phép biện chứng của Hegel, gắn phép biện chứng Hegel với ý tưởng của sự phát triển liên tục tức chủ nghĩa duy vật lịch sử. Chính với phát kiến này mà ông đã vượt qua được cách nhìn của những nhà duy vật trước đó, những người luôn quan niệm thế giới là không thay đổi.

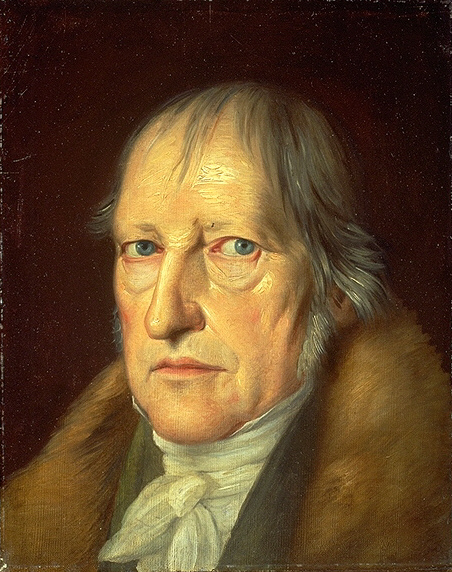
Georg Wilhelm Friedrich Hegel

Các nhà triết học chỉ diễn giải thế giới khác nhau; vấn đề là ở chỗ cải tạo thế giới.
Theo thuyết biện chứng của Hegel thì biểu hiện của thế giới mang dấu ấn của mâu thuẫn – luận đề và phản luận đề – phát triển tương hỗ trở thành hợp đề. Các hợp đề này là động lực thúc đẩy "hiện thực khách quan" và vì thế là "quyết định" tương lai, cho đến khi nó không còn chứa đựng mâu thuẫn nữa và được "bãi bỏ" trong khái niệm của sự tuyệt đối. Đối với nhà triết học duy tâm thì sự tiến bộ này, tiến bộ mà có tác động đến toàn bộ thế giới vật chất, là một sản phẩm của trí tuệ con người mà trong sự tự hiểu về chính mình sẽ tương đồng với "trí tuệ thế giới" tuyệt đối.

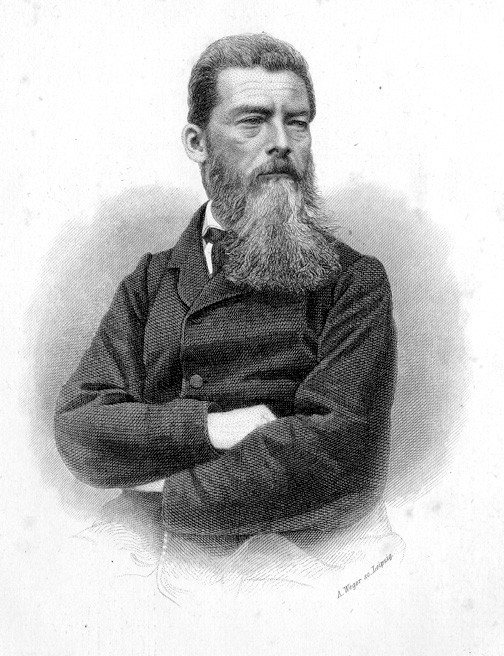
Ludwig Andreas Feuerbach

Marx nhìn nhận thuyết biện chứng của Hegel từ quan điểm của chủ nghĩa duy vật: Ông phủ nhận hay nói đơn giản là "đảo ngược" học thuyết này và đưa ra định đề rằng hiện thực khách quan có thể được giải thích từ sự tồn tại và từ sự phát triển của vật chất và không phải là sự hiện thực của một ý tưởng thần thánh tuyệt đối hay sản phẩm từ sự suy nghĩ của con người. Điều đấy có nghĩa là hiện thực khách quan cũng tồn tại bên ngoài và không phụ thuộc vào nhận thức của con người, trong các quy luật kinh tế quyết định các trật tự xã hội trong lịch sử. Đấy là cốt lõi của câu nói nổi tiếng của Marx, được xem là ranh giới ngăn cách với chủ nghĩa duy tâm:
Không phải ý thức quyết định sự tồn tại của con người mà ngược lại tồn tại xã hội quyết định ý thức của con người. (Es ist nicht das Bewusstsein der Menschen, das ihr Sein, sondern umgekehrt ihr gesellschaftliches Sein, das ihr Bewusstsein bestimmt.)
Kết luận của cách nhìn này là một phê phán rộng khắp về tôn giáo, luật lệ và đạo đức. Marx hiểu chúng là sản phẩm của các quan hệ vật chất tương ứng và lệ thuộc vào sự biến đổi của chúng. Tức là tôn giáo, luật lệ và đạo đức không có hiệu lực toàn thể như chúng đặt yêu cầu.
Trong triết học Marxist, cũng như trong triết học lịch sử toàn thể của Hegel, toàn thế giới được xem như một tổng thể, tức là như một chỉnh thể liên kết khách quan. Thế nhưng Marx hiểu các mâu thuẫn tinh thần trong chủ nghĩa duy tâm như là hình ảnh và biểu hiện của những mâu thuẫn vật chất tức là các mâu thuẫn trong tồn tại xã hội: Chúng cũng lệ thuộc lẫn nhau và liên tục ở trong trạng thái biến chuyển có tác động qua lại. Biến chuyển này về toàn thể là tăng lên tức là đi từ đơn giản đến phức tạp và thông qua những bình diện nhất định tương ứng với những thay đổi về chất lượng nhất định để thúc đẩy sự phát triển. Theo Marx, việc giải quyết các mâu thuẫn cũng tác động đến tiến độ đi đến những hình thái xã hội ngày ngày cao hơn: Chúng tương tự như các tổng thể của Hegel nhưng theo Marx xuất phát từ những mâu thuẫn cơ bản ngày càng trầm trọng hơn và không bãi bỏ một cách tổng thể (mâu thuẫn đối kháng quyền lợi và đấu tranh giai cấp).

## Chủ nghĩa duy vật lịch sử
Với học thuyết này Marx đã miêu tả tiến trình lịch sử là một chuỗi vận động mà các sự kiện cơ bản xác địch chuỗi vận động này lại được quyết định và thúc đẩy bởi những nguyên tắc kinh tế. Ngược lại, các khuynh hướng tân Marxist diễn giải chủ nghĩa duy vật lịch sử là một học thuyết không tiếp nhận thuyết quyết định (determinism) trong sự phát triển của xã hội có giai cấp.
Dựa vào những ý tưởng cơ bản của phép biện chứng, Marx và Engels hiểu sự phát triển của xã hội như là một quá trình biện chứng thông qua nhiều hình thái xã hội: Một xã hội không có giai cấp (Chủ nghĩa xã hội nguyên thủy) biến đổi qua nhiều hình thái khác nhau của xã hội có giai cấp để cuối cùng tiến đến một xã hội không có giai cấp ở một bậc cao hơn (Từ chủ nghĩa cộng sản nguyên thủy đến chủ nghĩa cộng sản khoa học). Marx và Engels đã nêu ra bốn thời kỳ của hình thái xã hội kinh tế, các hình thái mà các xã hội châu Âu đã trải qua trong một quá trình duy vật – biện chứng:
- Xã hội nguyên thủy (xã hội Cộng sản nguyên thủy)
- Xã hội nô lệ
- Xã hội phong kiến
- Xã hội tư bản

Những xã hội có giai cấp không phản ánh đúng theo quy trình phát triển lịch sử như ở châu Âu cũng được Marx và Engels nhắc đến, trong đó có phương thức sản xuất châu Á.
Dựa trên các phân tích kinh tế - xã hội mà Marx và Engels cho rằng sẽ có một xã hội không có giai cấp được quyết định bởi lịch sử là xã hội cộng sản. Hai ông cho rằng đó là một xu hướng đang diễn ra tại Châu Âu, một xã hội mới đang dần hình thành từ chủ nghĩa tư bản như một bước tiến hóa của xã hội loài người. Đó là một tầm nhìn về tương lai Châu Âu được phong trào công nhân và nhiều chính trị gia cánh tả chia sẻ.
Những người có quyền lực khác nhau trong mối quan hệ sở hữu tư liệu sản xuất cấu thành một giai cấp trong xã hội của họ. Một trong những nhận thức cơ bản của chủ nghĩa duy vật lịch sử là "lịch sử của tất cả các xã hội từ trước đến nay là lịch sử của đấu tranh giai cấp, một lịch sử chấm dứt với sự cải tạo cách mạng của toàn thể xã hội hay với sự suy tàn cùng một lúc của các giai cấp đang đấu tranh." Các biến đổi xã hội được lý luận dựa trên những học thuyết kinh tế. Theo quan điểm Marxist cá nhân con người trong một xã hội có những mối quan hệ quyền lực và phụ thuộc về mặt tinh thần, chính trị và kinh tế đa dạng. Trong đó các quan hệ sản xuất, yếu tố vật chất, sẽ quyết định phương thức sản xuất, yếu tố ý thức, là phương thức cơ bản trong sản xuất và sở hữu hàng hóa tư liệu và quyết định tất cả các quan hệ khác trong xã hội và sản xuất. Khái niệm phương thức sản xuất bao gồm sự thống nhất và mâu thuẫn của lực lượng sản xuất và quan hệ sản xuất. Các quan hệ sản xuất mà lực lượng sản xuất phối hợp dưới chúng trong quá trình tái sản xuất là các quan hệ đầu tiên giữa con người và con người:
Trong cuộc sống khi xem xét mặt sản xuất của xã hội, con người có những quan hệ cần thiết nhất định không phụ thuộc vào ý muốn, các quan hệ này chính là những quan hệ sản xuất tương ứng với một mức độ phát triển nhất định của lực lượng sản xuất. (In der gesellschaftlichen Produktion ihres Lebens gehen die Menschen bestimmte notwendige von ihrem Willen unabhängige Verhältnisse ein, Produktionsverhältnisse, die einer bestimmten Entwicklungsstufe ihrer materiellen Produktivkräfte entsprechen.)
Các nhà sử học trước Marx đã miêu tả sự tác động của kinh tế lên sự vận động xã hội ở những xã hội cụ thể, nhưng chỉ đến Marx thì ông mới xem kinh tế là một nhân tố cơ bản quyết định tiến trình lịch sử của xã hội loài người đồng thời xem sự tác động này là hiện tượng phổ biến ở các nền văn minh trên thế giới. Đây là một cách tiếp cận, một phương pháp luận mới trong khoa sử học ở thời của ông và trở nên phổ biến sau này. Chính cách sử dụng kinh tế để giải thích lịch sử chứ không phải tôn giáo, văn hoá, tư tưởng, địa lý, tự nhiên, chính trị khiến phương pháp luận này được gọi là chủ nghĩa duy vật lịch sử. Theo Marx, các biến động lớn trong lịch sử xét cho cùng đều là do các nguyên nhân kinh tế thúc đẩy. Cách tiếp cận này là một yếu tố mới, bổ sung cho nhiều cách tiếp cận trước Marx, và về sau đã trở thành một phương pháp luận nghiên cứu lịch sử.

### Sự hình thành và đặc tính của các xã hội có giai cấp
Theo Marx, trong xã hội khởi đầu của chủ nghĩa cộng sản nguyên thủy, mỗi một thành viên của xã hội đều có quyền sở hữu bình đẳng về phương tiện sản xuất. Phương thức sản xuất này thay đổi toàn bộ cùng với cuộc cách mạng thời kỳ đồ đá mới (Neolithic Revolution). Sau đấy, thông qua trồng trọt và chăn nuôi, con người đã có khả năng sản xuất nhiều hơn khả năng tiêu thụ của bản thân, tức là tạo ra sản phẩm dư thừa để dự trữ. Qua đấy một bộ phận nhỏ của xã hội được giải phóng khỏi việc sản xuất trực tiếp và làm những việc khác như thủ công mĩ nghệ, đi lính, tôn giáo... Việc phát triển sự phân hóa xã hội này là con đường từ chủ nghĩa cộng sản nguyên thủy không có giai cấp đến các xã hội có giai cấp. Theo Hegel, xã hội không giai cấp đã bị xã hội có giai cấp phủ định (negate). Theo Marx, nhóm người có đặc quyền này tăng lên cùng với lực lượng sản xuất ngày càng tiến bộ hơn và với sản phẩm dư thừa.
Giai cấp này, lúc ban đầu thường là những nhà lãnh đạo tôn giáo, nắm giữ các kho dự trữ cho những trường hợp khẩn cấp và nhờ vào quyền lực này mà lại càng có thể tiến đến sở hữu các phương tiện sản xuất có liên quan đến. Sự khác nhau về quyền lực và sở hữu này đã tạo nên xã hội nô lệ mà trong đó về nguyên tắc những người chủ nô lệ ("những người tự do") và nô lệ ("những người không tự do") đứng đối nghịch với nhau. Sự mâu thuẫn giữa hai giai cấp cơ bản được biểu hiện qua quyền lợi đối kháng – những người có đặc quyền muốn giữ nguyên tình trạng náy trong khi giai cấp kia muốn thay đổi một cách cơ bản – và là một đặc tính của xã hội có giai cấp. Vì các quyền lợi và quyền lực khác nhau này mà xã hội có gia cấp luôn luôn chịu ảnh hưởng của cuộc đấu tranh giai cấp.
Tiếp theo đó, trong học thuyết của ông về hạ tầng cơ sở và thượng tầng kiến trúc, Marx đã mô tả các quan hệ sản xuất – khác nhau tùy theo thời gian, địa điểm và hình thức xã hội – như là nền tảng kinh tế cho toàn bộ tất cả các quan điểm và thể chế (nhà nước, đảng phái chính trị và tổ chức) có thể có và tương ứng với hạ tầng cơ sở này, tức là một thượng tầng kiến trúc xã hội tương ứng với các quan hệ sản xuất này. Vì thế, mỗi một hình thể xã hội phụ thuộc trực tiếp vào các quan hệ kinh tế. Lý thuyết này cũng đúng cho xã hội không có giai cấp:
Toàn thể các quan hệ sản xuất này tạo thành cấu trúc kinh tế của xã hội, cơ sở thực tế mà đứng trên đó là một thượng tầng kiến trúc tư pháp và chính trị tương ứng với những hình thể ý thức xã hội nhất định. (Die Gesamtheit dieser Produktionsverhältnisse bildet die ökonomische Struktur der Gesellschaft, die reale Basis, worauf sich ein juristischer und politischer Überbau erhebt, und welcher bestimmte gesellschaftliche Bewusstseinsformen entsprechen.")

### Sự biến đổi của các xã hội có giai cấp
Tiếp theo đấy, Marx mô tả xã hội nô lệ, xã hội phong kiến và xã hội tư bản là xã hội có giai cấp. Trong khi lực lượng sản xuất phát triển liên tục thì các quan hệ sản xuất lại được quyết định chủ yếu bởi mỗi một hình thể xã hội và vì thế mang tính bền vững không thay đổi.
Ngay khi các quan hệ sản xuất thích nghi với lực lượng sản xuất trong thời gian đầu của một hình thái xã hội mới và thúc đẩy sự phát triển của chúng, thì cùng với thời gian các quan hệ sản xuất này sẽ trở thành "dây xích" trói buộc chúng, cái sẽ dẫn đến một thay đổi cách mạng của các quan hệ sản xuất thông qua giai cấp sản xuất. Marx cũng mô tả cuộc cách mạng này với phép biện chứng của Hegel bằng cách áp dụng thuyết này vào lịch sử cụ thể: Sau một cuộc đấu tranh thắng lợi của giai cấp sản xuất, các giai cấp mâu thuẫn với nhau đầu tiên sẽ hòa hợp lại và sau đó lại chia rẽ khi tạo thành các quan hệ sản xuất thích ứng mới và như thế thúc đẩy "hiện thực khách quan" tiến bước.
Trong đó, sự biến đổi này không bao giờ xảy ra trước khi tất cả các lực lượng sản xuất có thể có trong một xã hội cũ phát triển. Qua sự thay đổi về bản chất của hạ tầng cơ sở này mà thượng tầng kiến trúc và vì thế mà hình thể xã hội cũng thay đổi.
Đầu tiên, Marx tin vào một chuỗi cố định của các hình thể xã hội nhưng về sau, ngoài những việc khác là với thuyết về "phương thức sản xuất châu Á", chính ông đã thay đổi. Với khái niệm này ông mô tả rằng có nhiều hình thức văn hóa khác nhau - thí dụ như trong các nền văn hóa (lúa) nước châu Á – không phù hợp với các thời kỳ được dẫn xuất từ lịch sử châu Âu. Vì thế mà cách diễn giải theo thuyết quyết định (determinism) hay theo mục đích luận (teleology) của chủ nghĩa duy vật biện chứng bị từ chối. Vì thế mà đặc biệt là những người theo chủ nghĩa tân Marxist nhấn mạnh đến tính ngẫu nhiên (contingency) của lịch sử. Tức là một giai đoạn không tự động tiếp nối theo một giai đoạn khác mà các sự quá độ này là kết quả của các cuộc đấu tranh giai cấp với kết quả không biết trước: "chủ nghĩa xã hội hay tình trạng man rợ" (barbarianism) theo cách nói của Rosa Luxemburg hay như trong Tuyên ngôn của đảng cộng sản: 
Một cuộc đấu tranh chấm dứt với việc cải tạo cách mạng của toàn thể xã hội hay với việc suy tàn cùng một lúc của các giai cấp đang đấu tranh ("einen Kampf, der jedesmal mit einer revolutionären Umgestaltung der ganzen Gesellschaft endete oder mit dem gemeinsamen Untergang der kämpfenden Klassen").
Vì thế mà trường phái điều tiết (Regulation School) mang ảnh hưởng Marxist đã nghiên cứu trên cơ sở này các thể thức lịch sử và địa phương khác nhau của phương thức sản xuất tư bản chủ nghĩa.

## Kinh tế chính trị học

### Phê bình kinh tế chính trị học

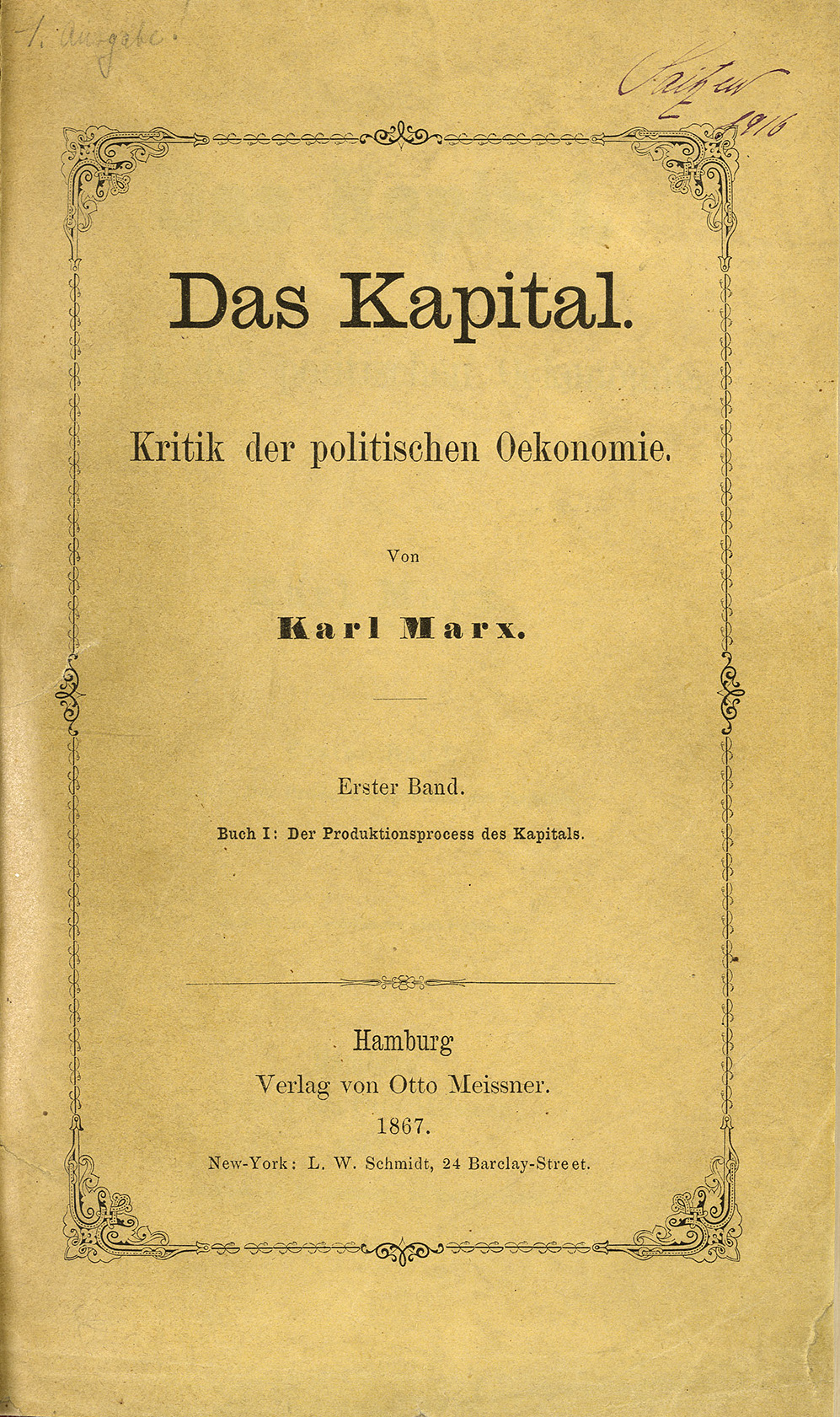
Tập đầu của tác phẩm "Tư bản"

Trong tác phẩm chính của ông – Tư bản – Phê bình kinh tế chính trị học – Marx mô tả và phê bình phương thức sản xuất tư bản chủ nghĩa và kinh tế học gắn liền với phương thức này. Marx đã nghiên cứu nhiều tác phẩm của các nhà Kinh tế chính trị học cổ điển như Adam Smith và David Ricardo và tiếp tục phát triển chúng theo các giả định của ông, diễn giải mới hay mô tả khác đi.
Theo Marx, sau khi quá độ từ phương thức sản xuất phong kiến sang tư bản, cơ cấu thống trị về cơ bản không thay đổi nhiều. Sự biến đổi sang tư bản chủ nghĩa đã tạo điều kiện phát triển thị trường mới, đồng thời vốn, tức tư bản, liên tục được tập trung hóa song song với việc diễn ra công nghiệp hóa và năng suất tăng. Thế nhưng giai cấp vô sản, những người chỉ được trả công ở một mức tối thiểu lại phải trả giá cho những việc này. Đô thị hóa, nghèo đói, bệnh tật và cảm nhận bị xa lánh là các thuộc tính của giai cấp vô sản. Đồng thời do diễn ra sự cạnh tranh trong nội bộ các nhà tư sản khiến số lượng các nhà tư sản giảm đi trong khi số đông vô sản lại tăng lên.
Ngoài ra, theo Marx, các xã hội tư bản đều bị chi phối bởi sự sùng bái hàng hóa (commodity fetishism). Tương tự như thuyết của Feuerbach (Chúa Trời chỉ là sự phóng chiếu từ tâm lý con người), các phạm trù hàng hóa và giá trị do hoàn cảnh, tồn tại xã hội tạo ra đều xuất hiện như những thực tế không thể thay đổi được.
Cung với việc phân tích nêu trên là sự phê bình chống lại sự thống trị về chính trị nhằm bảo hộ quyền lợi của các nhà tư bản và phương thức sản xuất tư bản chủ nghĩa thông qua "luật pháp và trật tự", cái chỉ có thể tiến hành với sự trả giá của giai cấp vô sản.
Tuy nhiên, đáng nhấn mạnh rằng có thể thấy những nhận xét thiên tài trong tập I và tập III của Tư bản luận về sự bành trướng tín dụng quá đáng lúc này lúc khác và về tác động gây khủng hoảng của nó. Có lẽ ông là người đầu tiên, hay chí ít cũng là một trong những người đầu tiên, chú ý đến hiện tượng rằng bành trướng tín dụng dẫn đến sản xuất thừa (theo thuật ngữ Marxian) như thế nào, tức là dẫn đến sản xuất vượt cầu thực sự, hay là dẫn đến thừa năng lực cần thiết để đạt mức sản xuất quá cao. Và quá trình bành trướng gia tăng này tiếp tục cho đến khi chuỗi cho vay bắt đầu đột ngột đứt tung. Thực tế các cuộc khủng hoảng 1929-1933 hay Khủng hoảng tài chính thế giới 2009 đã diễn ra đúng như vậy.

### Thuyết giá trị và tiền

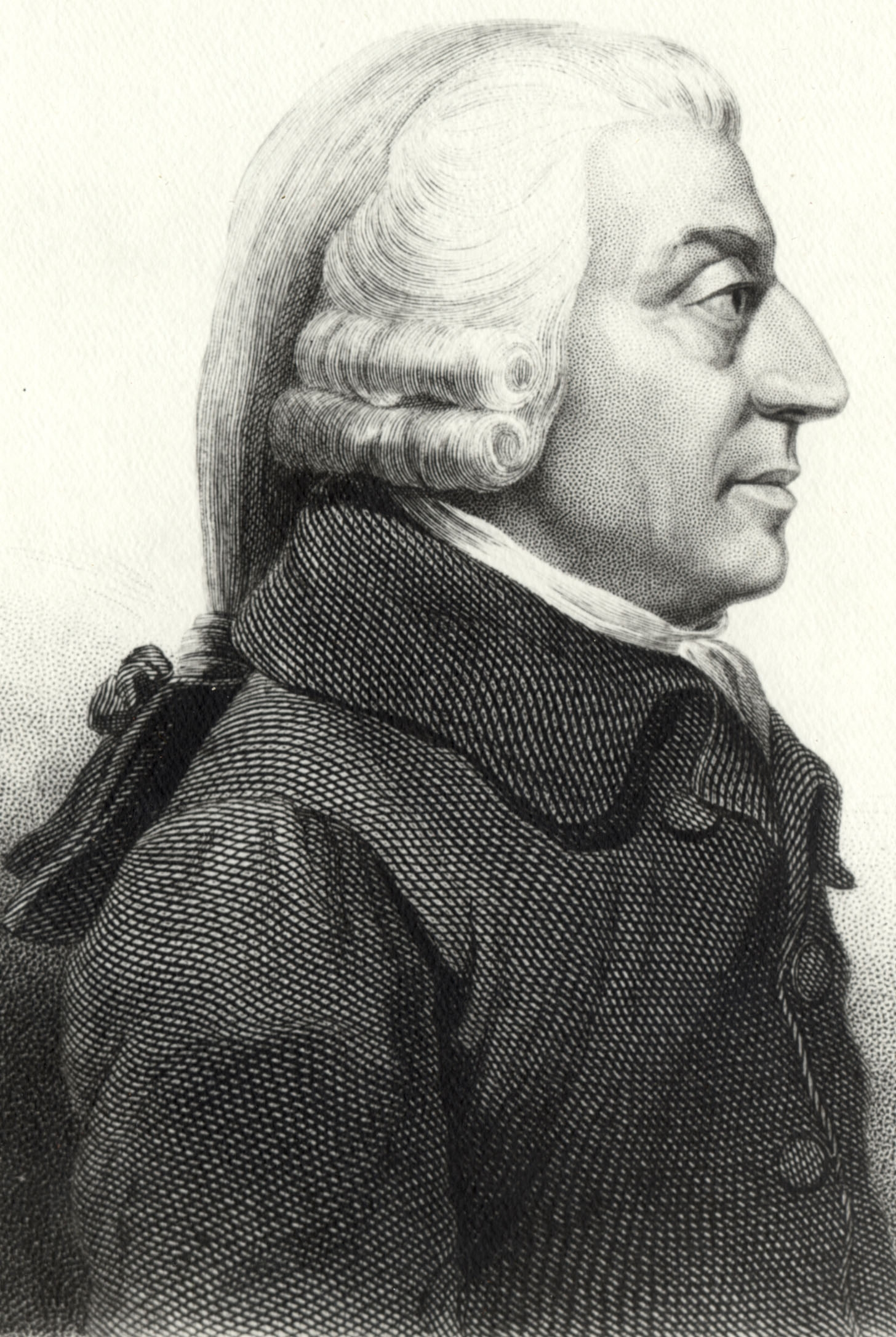
Adam Smith

Trong tác phẩm "Tư bản", Marx đã trình bày rất chi tiết thuyết về giá trị của hàng hóa và mối quan hệ của nó với tiền tệ. Trong đó ông phân chia ra thành giá trị sử dụng và giá trị trao đổi. Trong khi giá trị sử dụng là thực thể của một loại hàng hóa, và có thể thỏa mãn nhu cầu thì giá trị trao đổi là một giá trị trừu tượng chỉ có giá trị trong thương mại. Khi được buôn bán, một món hàng hóa có một giá trị nhất định so sánh với một món hàng hóa khác.Theo cách nhìn của Marx, giá trị này tượng trưng cho lao động trừu tượng (abstract labour), dựa trên David Ricardo. Nếu giá trị sử dụng được thể hiện bằng tiền thì đấy là giá của món hàng.
Nếu một vật mới được tạo thành từ hàng hóa này thì giá trị sản phẩm hình thành bao gồm công lao động cần thiết, tư bản lưu động (variable capital) và "lợi nhuận" tức giá trị thặng dư. Vì giá trị thặng dư được quyết định chủ yếu bởi lao động của con người, Marx đã phát triển quy luật về chiếu hướng giảm đi của tỷ lệ lợi nhuận. Khi máy móc thay thế sức lao động của con người ngày càng nhiều thì tỷ lệ của sức lao động trong giá trị thặng dư ngày càng giảm đi.

### Thuyết quá độ sang xã hội không có giai cấp
Do số người thuộc giai cấp tư sản ngày càng ít đi nên tư bản ngày càng tập trung vào một số ít nhà tư sản và đồng thời số người thuộc về giai cấp vô sản ngày càng tăng. Vì thế, theo Marx, cuộc đấu tranh giai cấp được đẩy mạnh giữa tư sản và vô sản sẽ dẫn đến sự sụp đổ của chính quyền tư sản. Khi con người nhận thức rằng phương thức sản xuất tư bản chủ nghĩa không còn là bắt buộc nữa thì con đường đi đến một xã hội cộng sản không có giai cấp sẽ được mở ra mà trong đó các phương tiện sản xuất sẽ thuộc về sở hữu công cộng.
"Những người chiếm đoạt" tài sản của quần chúng trước đây sẽ bị tước đoạt tài sản. Sau khi xã hội có giai cấp đã từng phủ định chủ nghĩa cộng sản nguyên thủy như là xã hội không có giai cấp thì sau đấy sẽ tiến đến sự phủ định của phủ định theo ý nghĩa của thuyết biện chứng mà qua đó xã hội có giai cấp cuối cùng, chủ nghĩa tư bản, sẽ bị phủ định bởi xã hội không có giai cấp mới, chủ nghĩa cộng sản. Marx và Engels đã đưa ra nền kinh tế có kế hoạch như là trật tự kinh tế mới - trật tự kinh tế mà Platon đã từng nhắc đến. Thế nhưng Marx đã không chỉ rõ cấu trúc cụ thể của nền kinh tế. Trong nền kinh tế có kế hoạch tất cả các xí nghiệp đều bị xã hội hóa và sản xuất được điều phối chung. Sự quyết định về sản xuất và phân phối hàng hóa cần phải được tiến hành trong sự đồng thuận với tất cả các thành viên của xã hội. Qua đó sức lao động có thể được sử dụng một cách hiệu quả để nâng cao cuộc sống của tất cả mọi người thay vì để tạo thành tư bản.
Do có khác nhau lớn với tư bản chủ nghĩa nên cần phải thông qua chủ nghĩa xã hội như là giải pháp quá độ, là chủ nghĩa có nguồn gốc ngay từ thời của Platon và những người theo trường phái ngụy biện (sophism). Trong giai đoạn chuyển tiếp này, sự bóc lột và sở hữu tư nhân về phương tiện sản xuất cần phải được hủy bỏ trên diện rộng và trong quá trình đó phương thức sản xuất tư bản dần dần sẽ được thay thế bằng phương thức sản xuất cộng sản và cuối cùng sẽ dẫn đến chủ nghĩa cộng sản.

## Lịch sử

### Hình thành
Để có thể hiểu cơ sở chủ nghĩa Marx tốt hơn, Lenin đã chia các tranh luận lý thuyết quan trọng nhất mà Marx và Engels đã thực hiện với các lý thuyết gia khác ra thành:
- Tranh luận với chủ nghĩa duy vật của Feuerbach và phép biện chứng của Hegel.
- Tranh luận với các nhà kinh tế học người Anh như Adam Smith và David Ricardo
- Tranh luận với những người theo thuyết chủ nghĩa xã hội không tưởng như Henri de Saint-Simon, Charles Fourier và Pierre-Joseph Proudhon.

Những năm xuất bản các tác phẩm đầu tiên của Marx và Engel được xem là thời gian hình thành chủ nghĩa Marx. Bắt đầu từ năm 1841 Marx làm việc trong báo Rheinische Zeitung (Nhật báo Rhein), tờ báo mà ông điều hành sau này và cũng là tờ báo mà cuối cùng vào năm 1843 đã bị cấm hoạt động vì khuynh hướng đối lập quá khích. Quyển sách mỏng (pamphlet) Gia đình thần thánh được công bố cùng với Engels năm 1845. Năm 1847 Marx viết tác phẩm Sự khốn cùng của triết học như là câu trả lời cho Triết học của sự khốn cùng của Proudhon.

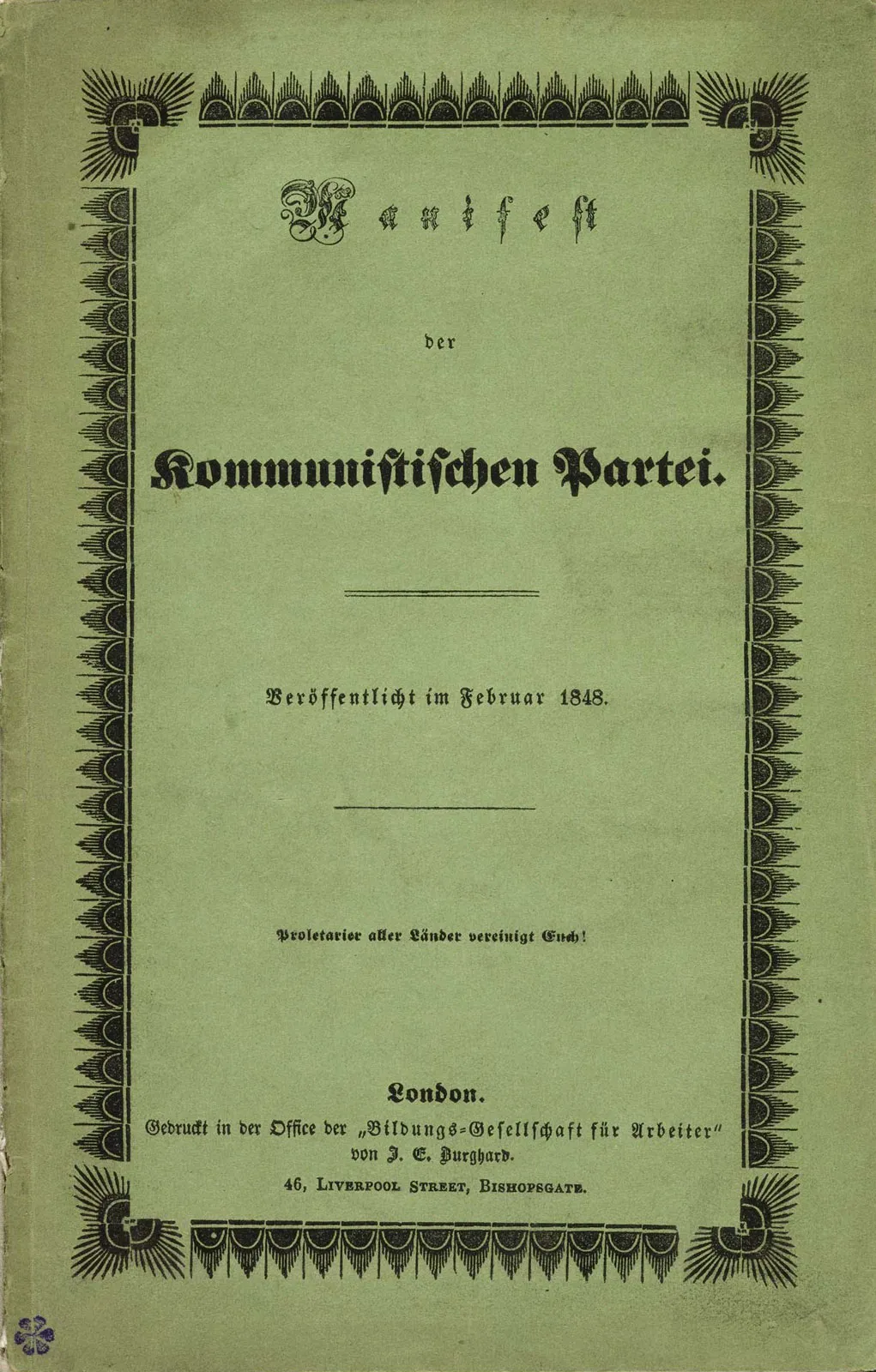
Tuyên ngôn của đảng cộng sản

Năn 1848 ông đã cùng với Engel viết Tuyên ngôn của đảng cộng sản cho Liên minh của những người cộng sản (Bund der Kommunisten). Tác phẩm Marxist quan trọng này mô tả các quan hệ xã hội thời bấy giờ, đặc biệt là giữa giai cấp công nhân và giai cấp thống trị. Dựa trên đó, bản tuyên ngôn yêu cầu hủy bỏ chủ nghĩa tư bản và thành lập các quan hệ xã hội cộng sản mới thông qua cuộc đấu tranh giai cấp không thể tránh khỏi: cần phải lật đổ sự thống trị của tư bản. Bản tuyên ngôn được tái bản nhiều lần từ 1872 đến 1892, với lời mở đầu mới thường là được bổ sung thêm.
Năm 1852 Marx công bố tác phẩm Ngày 18 tháng Sương mù của Louis Bonaparte. Trong đó ông nhận định cuộc đảo chính của Louis Napoléon năm 1851 theo cách nhìn về lịch sử và đặc biệt là về phân tích xã hội. Ông đã giải thích tiến trình của cuộc cách mạng bằng học thuyết lịch sử của ông và cũng đã giải thích về học thuyết dẫn đến đấu tranh giai cấp và cách mạng vô sản. "Ngày 18 tháng Sương mù" đã có nhiều ảnh hưởng đến nghiên cứu về chủ nghĩa chuyên chế. Theo quan điểm Marx-Lenin, tác phẩm này đã trình bày rằng một cuộc cách mạng vô sản thắng lợi phải đập vỡ bộ máy nhà nước tư sản.
Năm 1859 quyển Phê bình kinh tế chính trị học được xuất bản, chứa đựng tất cả các giả thiết mà Marx trình bày trong tác phẩm chính của ông "Tư bản". Năm 1867, tập một của bộ "Tư bản" bao gồm ba tập gần 3.000 trang được xuất bản. Engels phát hành tập 2 và 3 sau khi Marx qua đời và qua đấy đã góp phần quyết định vào việc xây dựng học thuyết Marxist, cũng bằng nhiều tóm lược mang tính khoa học phổ thông của ông.
Năm 1878 Engels xuất bản tác phẩm Chống Dühring. Xuất phát từ yêu cầu của Wilhelm Liebknecht nhằm làm giảm ảnh hưởng của Dühring, tác phẩm mang tính bút chiến này đã trở thành một trong những tác phẩm được đọc nhiều nhất của Marx và Engels bên cạnh bản tóm tắt của Sự phát triển của chủ nghĩa xã hội từ không tưởng đến khoa học, chứ không phải là tác phẩm "Tư bản". Tầm quan trọng của Chống Dühring không phải nằm trong việc tranh luận với Dühring mà trong việc diễn tả "thế giới quan cộng sản" (lời nói đầu của lần phát hành thứ 2). Không những các nét chính của chủ nghĩa Marx được diễn đạt mà nhiều đề tài cho đến thời điểm đấy chưa được nhắc đến cũng được đề cập. Chống Dühring cũng đã có nhiều ảnh hưởng quan trọng đến Lênin. Trong nội bộ của "chủ nghĩa Marx phương Tây" tác phẩm của Engels không phải là không được tranh cãi, đặc biệt là việc diễn đạt chân thực các ý tưởng của Marx qua Engels hay việc phân rõ ranh giới của ông với các ý tưởng của Marx. Chống Dühring đóng một vai trò quan trọng trong sự phát triển của chủ nghĩa Marx. Về một mặt sự truyền bá và phổ cập các ý tưởng Marxist bắt đầu với tác phẩm này, về mặt khác việc đơn giản hóa và giáo điều hóa học thuyết Marxist cũng hình thành.

### Chủ nghĩa xã hội hiện thực

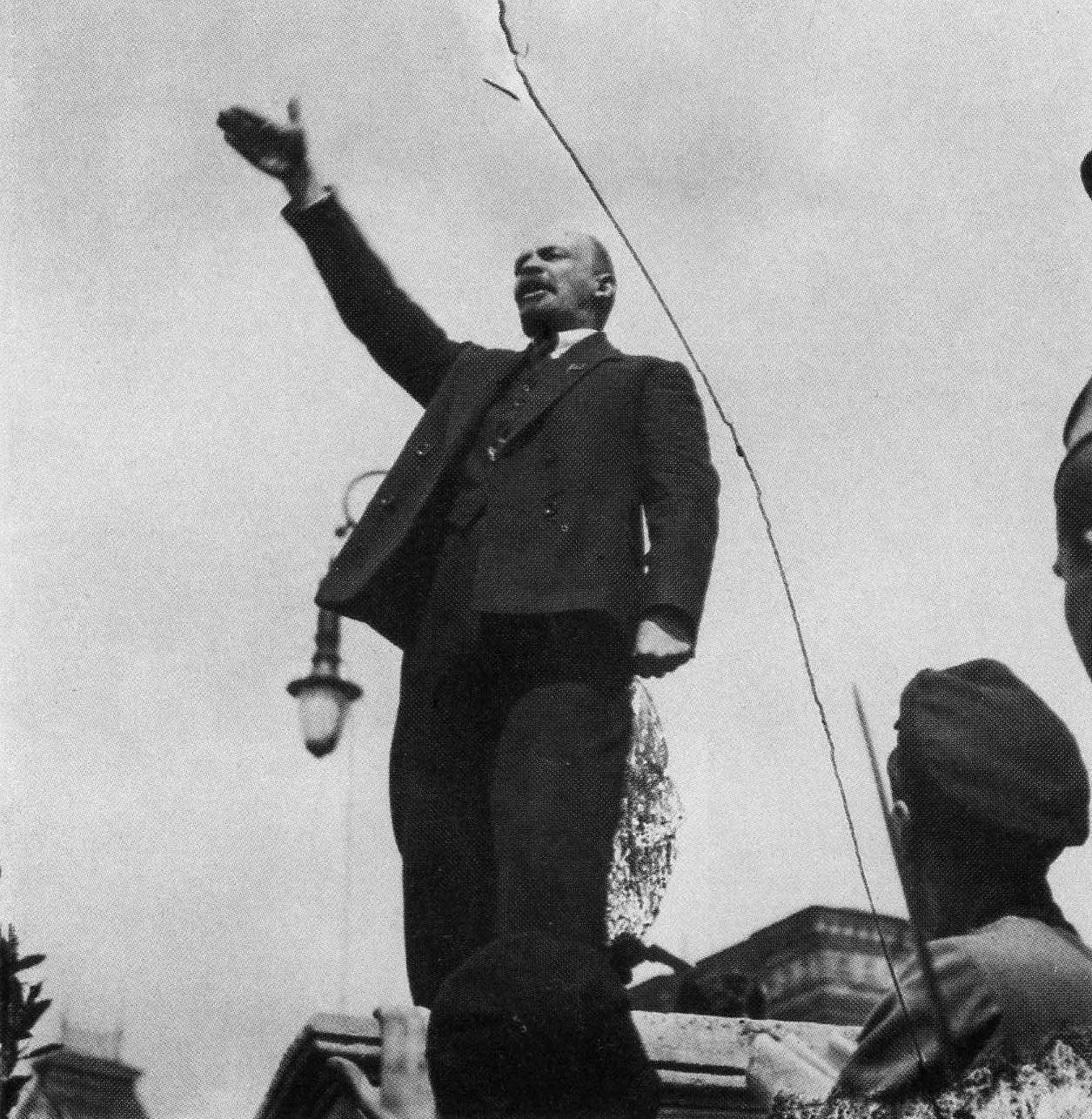
Lãnh tụ Soviet Vladimir Ilyich Lenin

Mặc dù là một trong các quốc gia hùng mạnh nhất của thế giới, nước Nga vào cuối thế kỷ XIX vẫn mang nhiều dấu ấn của nông nghiệp. Nhiều nơi vẫn còn tồn tại cơ cấu phong kiến tiền tư bản. Bắt đầu từ thời Nga hoàng Nikolai II (1894 - 1917) công nghiệp hóa được đẩy mạnh. Giai cấp vô sản đang tăng nhanh đã phải cam chịu cuộc sống xã hội khốn cùng. Phong trào chống Nga hoàng trong thế kỷ XIX ở nước Nga đã chịu nhiều ảnh hưởng của các khuynh hướng cách mạng xã hội và vô chính phủ hơn là phần lớn các nước châu Âu khác, nơi mà phong trào dân chủ xã hội Marxist có tổ chức chỉ đang bắt đầu trong đầu thế kỷ XX.
Năm 1898 Đảng Công nhân Dân chủ Xã hội Nga được thành lập từ ba tổ chức Marxist, nhưng lại bị cấm hoạt động ngay sau đó. Năm 1903, lưu vong ở nước ngoài, đảng tách ra thành Bolshevik dưới sự lãnh đạo của Lenin và Menshevik. Sau khi cuộc Cách mạng tháng Hai năm 1917 do những người Menshevik dẫn đầu đã không thể dẫn đến việc nước Nga rút ra khỏi Chiến tranh thế giới thứ nhất, Lenin rời Phần Lan về thủ đô Sankt-Peterburg, để từ nơi đây phát động một cuộc cách mạng và thương lượng ngưng chiến.
Cuộc Cách mạng tháng Mười do Vladimir Ilyich Lenin và Lyov Davidovich Trotsky lãnh đạo. Cho đến khi qua đời vào ngày 21 tháng 1 năm 1924, Lenin là người lãnh đạo của Đảng với cách diễn giải của chủ nghĩa Lenin rằng đảng là công cụ của chuyên chính vô sản, được tổ chức chặt chẽ và không cho phép thành lập phe phái trong nội bộ. Để trả lời các phản đối chống lại quyền lực nhà nước chuyên chính, Lenin viết trong quyển Nhà nước và Cách mạng lý thuyết "Marxist" về sự chết dần của nhà nước, việc sẽ xảy ra khi đạt đến chủ nghĩa cộng sản, khi mà nhà nước như là công cụ của giai cấp thống trị sẽ trở thành dư thừa, mặc dầu là khái niệm này không có ở Karl Marx – điều không được nhìn thấy trong một thời gian dài.
Năm 1924, Iosif Vissarionovich Stalin, người bắt đầu có quyền lực ngay từ khi cuộc cách mạng bắt đầu, đã định nghĩa chủ nghĩa Lenin như là "chủ nghĩa Marx của thời đại chủ nghĩa đế quốc và cách mạng vô sản...lý thuyết và chiến thuật của cách mạng vô sản nói chung và lý thuyết và chiến thuật của chuyên chính vô sản nói riêng." ("Về cơ sở của chủ nghĩa Lenin"). Ngược lại, phản ứng với chủ nghĩa Stalin, Trotsky đã phát triển những ý tưởng riêng, những cái mà lúc đầu được gọi một cách hạ thấp là chủ nghĩa Trotsky. Khái niệm này được chính những người theo chủ nghĩa Trotsky tiếp nhận sau này. Chủ nghĩa Trotsky về cơ bản dựa vào hai thuyết chính: về một mặt là thuyết của "cuộc cách mạng liên tục" mà theo đó chủ nghĩa xã hội là xã hội quá độ tiến lên chủ nghĩa cộng sản chỉ có thể thành công trên bình diện quốc tế, vì thế mà toàn bộ thế giới phải được giải phóng khỏi chủ nghĩa tư bản bằng một cuộc cách mạng. Về mặt khác là các phân tích về Liên bang Xô viết như là một "nhà nước công nhân thoái hóa" mà trong đó một chế độ quan liêu đã cướp lấy quyền lực.
Cuộc Cách mạng tháng Mười đã tác động mạnh đến phong trào công nhân thế giới: bắt đầu từ năm 1918 nhiều đảng cộng sản được thành lập trên toàn châu Âu, con số đảng viên tăng rất nhanh và ngay sau đó đã hình thành mâu thuẫn có thể thấy rõ với giới tư sản. Đặc biệt là ở Đức (Cộng hòa Weimar) và ở Ý một phần đã dẫn đến các tình trạng tương tự như nội chiến cho đến khi Benito Mussolini chiếm quyền lực ở Ý năm 1922 và Adolf Hitler ở Đức năm 1933 và đã đập tan tất cả các tổ chức công nhân hay đẩy lùi cái tổ chức này vào thế hoạt động bí mật.

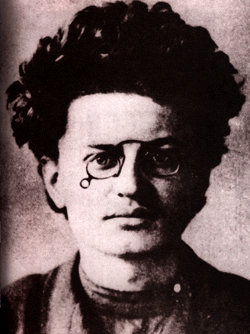
Lyov Davidovich Trotsky

Sau khi Lenin qua đời (1924), trong nội bộ của Đảng Cộng sản Liên bang Xô viết đã bùng nổ cuộc tranh chấp do những bất đồng trong chính sách điều hành đất nước giữa I. V. Stalin và L. D. Trotsky, người dẫn đầu phe đối lập cánh tả. Stalin đã giành được thắng lợi trong cuộc tranh chấp này và ngay sau đó đã tập trung đủ quyền lực về ông. Trotsky bị khai trừ ra khỏi đảng trong năm 1927, sau đó bị tước quốc tịch Liên Xô và phải tị nạn chính trị qua nhiều đường khác nhau đến México. Tại đây, ông đã bị một điệp viên Nga sát hại sau khi đã xuất bản rất nhiều tác phẩm chống Stalin.
Trong thời gian từ 1929 cho đến 1953 Stalin đã thực hiện chủ nghĩa Lenin tại Liên bang Xô viết: chủ nghĩa Stalin dựa trên chủ nghĩa xã hội nhà nước và đẩy mạnh đấu tranh giai cấp mà trong đó Stalin cũng đã tiếp nhận việc lãnh đạo đảng không khoan nhượng của Lenin. Các cuộc đấu tranh giai cấp cần phải mang lại sự phát triển kinh tế một cách nhanh chóng và qua đó giải phóng giai cấp vô sản. Nikita Sergeyevich Khrushchyov đã có các cố gắng đầu tiên loại trừ chủ nghĩa Stalin nhưng chủ nghĩa Stalin vẫn còn là nền tảng lý thuyết chính. Cuối cùng, Mikhail Sergeyevich Gorbachyov đã bắt đầu việc từ bỏ sùng bái cá nhân Stalin cũng như thực hiện nhiều cải cách có ảnh hưởng sâu rộng theo hướng từ bỏ mô hình kinh tế - xã hội Stalinist dẫn đến sự sụp đổ của các nhà nước Đông Âu và của Liên bang Xô viết trong năm 1992.
Sau khi chủ nghĩa phát xít chấm dứt tại châu Âu đã có nhiều người theo chủ nghĩa Marx trong thời gian đầu, thí dụ như Đảng Cộng sản Ý đã có khoảng 1,8 triệu đảng viên trong năm 1945. Thế nhưng chẳng bao lâu sau số lượng đảng viên giảm mạnh và nhiều người Marxist – đặc biệt là sau khi Stalin qua đời – đã dao động. Nhiều người Marxist Ý và Pháp đã giữ khoảng cách với Liên bang Xô viết. Và khi phong trào sinh viên bắt đầu giữa thập niên 1960, chủ nghĩa Marx đã bị phân chia ra thành nhiều nhóm nhỏ với nhiều khuynh hướng khác nhau. Nếu như một cuộc cách mạng từng được nhiều người Marxist mong đợi thì sau khi chủ nghĩa xã hội hiện thực chấm dứt trong Liên bang Xô viết phần lớn họ đã thỏa thuận với phong trào dân chủ xã hội và chỉ giới hạn ở những đề nghị cải cách. Đảng Cộng sản Ý ( Partito della Rifondazione Comunista) hiện nay (2005) đang có đại diện trong Quốc hội Ý.

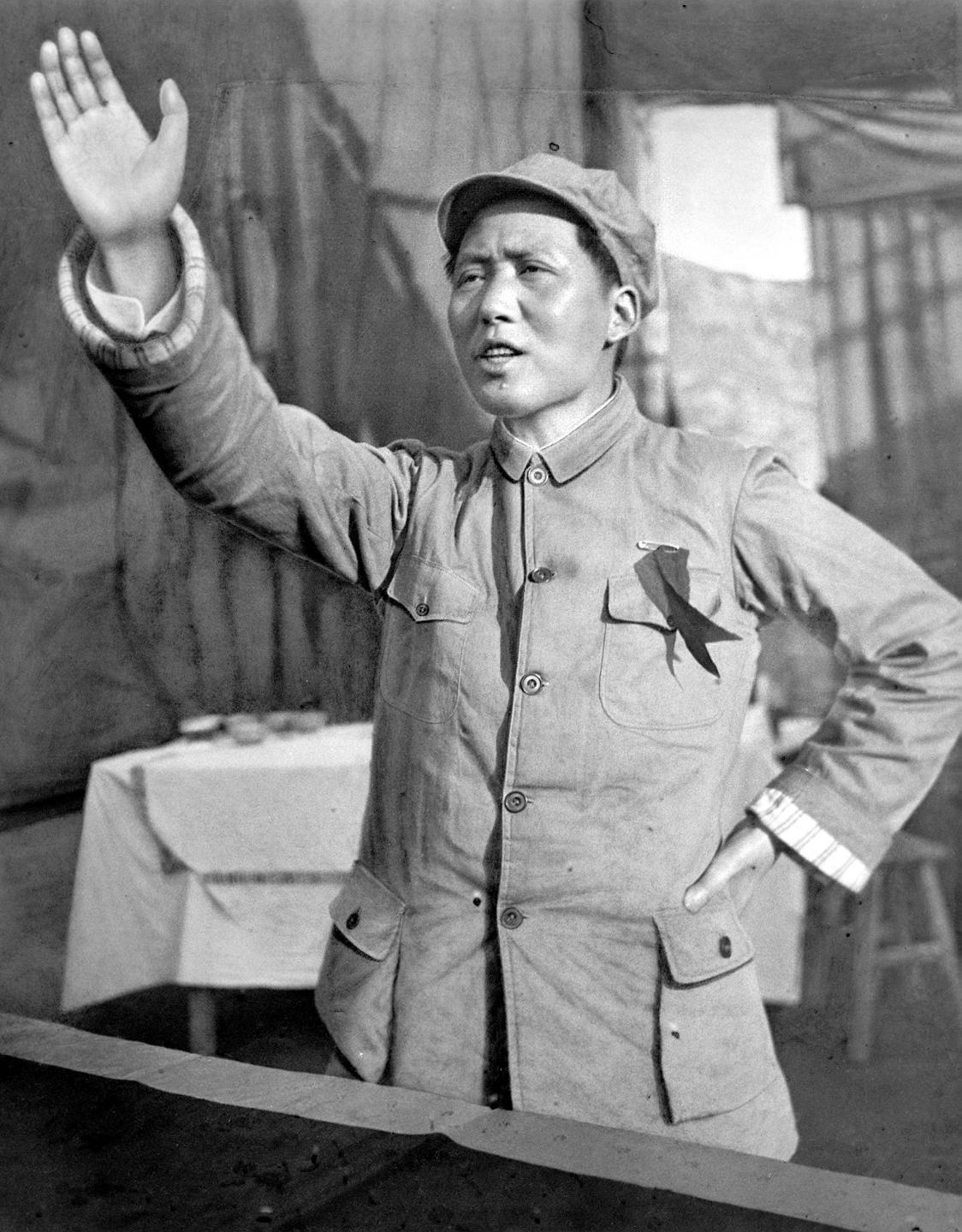
Mao Trạch Đông (1939)

Năm 1949 Mao Trạch Đông cùng với Đảng Cộng sản Trung Quốc nắm quyền lực tại Trung Quốc. Mao Trạch Đông, mà người đồng minh duy nhất của ông là Liên bang Xô viết, đã lãnh đạo dựa trên chủ nghĩa Mao cho đến 1976. Chủ nghĩa Mao Trạch Đông được phát triển từ chủ nghĩa Lenin và chủ nghĩa Stalin mà trong đó sự tiến bộ đóng vai trò trung tâm. Bên cạnh vai trò của công nhân, chủ nghĩa Mao nhấn mạnh vai trò của nông dân trong cuộc cách mạng xã hội chủ nghĩa. Do mất uy tín chính trị ngay trong nội bộ Đảng cộng sản Trung Quốc vì "Đại nhảy vọt", một chiến dịch với mục đích tăng cường sức mạnh kinh tế của Cộng hòa Nhân dân Trung quốc nhưng bị thất bại dẫn tới hậu quả là một nạn đói lớn, Mao đã cố gắng thực hiện các ý tưởng của ông về một xã hội và nhà nước mới trong sạch và tốt đẹp hơn theo các tiêu chuẩn của chủ nghĩa Mao bằng cuộc Cách mạng văn hóa bắt đầu trong năm 1966. Cuộc Cách mạng văn hóa đã có ảnh hưởng quyết định về mặt chính trị ở Trung Quốc cho đến khi ông qua đời. Nó đã dẫn đến nhiều chết chóc, phá hủy các di sản văn hóa nhưng cũng đã quét đi những tàn dư phong kiến và đem lại một diện mạo mới cho xã hội Trung Quốc. Sau khi Mao Trạch Đông qua đời, Trung Quốc ngày càng mở cửa cho tư bản phương Tây đầu tư vào nền kinh tế trong nước.
Sau khi cuộc cách mạng thành công tại Cuba năm 1959, Fidel Castro tuyên bố thành lập nước Cộng hòa Xã hội chủ nghĩa vào ngày 2 tháng 12 năm 1961 và Cuba được định nghĩa rõ ràng là một nhà nước theo chủ nghĩa Marx - Lenin. Trong Chiến tranh Lạnh, Cuba chỉ có quan hệ kinh tế và chính trị với các quốc gia xã hội chủ nghĩa và với cuộc Khủng hoảng Cuba, mâu thuẫn công khai giữa các cường quốc thế giới suýt đã bùng nổ. Liên bang Xô viết sụp đổ dẫn đến một cuộc khủng hoảng kinh tế lớn, song Cuba đã vượt qua và sau đó là việc mở cửa cho các tập đoàn lớn và khách du lịch vào nước. Hiện nay, Cuba là một quốc gia có trình độ phát triển khá cao ở khu vực Mỹ Latinh, đặc biệt là trong lĩnh vực giáo dục và y tế.

### Phong trào Dân chủ Xã hội
Cùng với việc tự do hóa về mặt chính trị của cuộc Cách mạng tháng Ba 1848/1849 tại Đức, lần đầu tiên những người công nhân đã tự tổ chức các liên hiệp tương tự như công đoàn. Sau đấy nhiều tổ chức công nhân khác nhau đã được thành lập, tiền thân của công đoàn và cuối cùng là các đảng xã hội chủ nghĩa và dân chủ xã hội như Hội Công nhân Đức Phổ thông (Allgemeine Deutsche Arbeiterverein – ADAV) năm 1863 và vào năm 1869 là Đảng Công nhân Dân chủ Xã hội (Sozialdemokratische Arbeiterpartei – SDAP) có khuynh hướng Marxist chung quanh Wilhelm Liebknecht và August Bebel, cũng là phân bộ Đức của Đệ Nhất Quốc tế.
Hai tổ chức này thống nhất dưới tên Đảng Công nhân Xã hội chủ nghĩa Đức (Sozialistische Arbeiterpartei Deutschlands – SAP) vào năm 1875 tại Gotha dựa trên Chương trình Gotha, chương trình mà đã bị Marx chỉ trích vì mang tính nhượng bộ đối với ADAV có khuynh hướng cải cách. Đàn áp, truy nã tư pháp và cấm hoạt động một thời gian cũng như Các đạo luật dành cho những người theo chủ nghĩa xã hội trong thời gian 1878 đến 1890 dưới thời thủ tướng đế chế Otto von Bismarck đã không thể ngăn chận con số thành viên của những tổ chức Marxist tăng nhanh chóng. Năm 1890 SAP trở thành Đảng Xã hội Dân chủ Đức (Sozialdemokratische Partei Deutschlands – SPD) và với Chương trình Erfurt lại có định hướng chủ nghĩa Marx nhiều hơn. Vào thời điểm này SPD là đảng lớn nhất, mang ảnh hưởng của hệ tư tưởng Marx và thống nhất trong nội bộ nhiều khuynh hướng Marxist khác nhau.
Trong thời kỳ đầu đảng mang nhiều ảnh hưởng của phái cánh tả/Marxist chung quanh Rosa Luxemburg. Trong thời gian bước sang thế kỷ mới đã có nhiều cuộc tranh luận về mục tiêu chính trị trong đảng SPD mà thắng lợi đã nghiên về những người Marxist, ngoài những việc khác là nhờ vào nghị luận Cải cách xã hội hay cách mạng của Rosa Luxemburg. Thế nhưng đường hướng chính trị thực tế của đảng lại theo phương hướng dân chủ xã hội, ngay cả sau khi Eduard Bernstein công bố luận đề Các nhiệm vụ của phong trào dân chủ xã hội (1899).
Trong cuộc Cách mạng tháng Mười một năm 1918, ban lãnh đạo Đảng SPD chống lại đề nghị biến đổi Đế chế Đức sang một nhà nước xã hội chủ nghĩa mà kết quả là phong trào công nhân cuối cùng đã tách ra thành những người có chủ trương cải cách (dân chủ xã hội) và những người cộng sản.
Năm 1959 Đảng SPD với Chương trình Godesberg cuối cùng đã từ bỏ thế giới quan Marxist như là cơ sở lý thuyết.
Chủ nghĩa Marxist Áo (Austromarxism) là một khuynh hướng trong khuôn khổ của chủ nghĩa Marx, đặc biệt phổ biến rộng rãi trong phong trào dân chủ xã hội Áo trong các thập niên đầu của thế kỷ XX. Trong khái niệm chủ nghĩa Marxist Áo có nhiều quan điểm khác nhau vì thế mà khái niệm này thật ra là mang chiều hướng mô tả xuất xứ theo nghĩa một trường phái Áo của chủ nghĩa Marx hơn là một cơ sở rõ rệt của một nội dung thống nhất. Nhiều người trong giới trí thức có thể xem như là người theo chủ nghĩa Marxist Áo như Max Adler, Rudolf Hilferding, Otto Bauer, Karl Renner và Gustav Eckstein.
Một "mẫu số chung" của chủ nghĩa Marxist Áo là chương trình của Đảng Công nhân Dân chủ Xã hội năm 1926, được gọi là Chương trình Linz. Trong chương trình này, chủ yếu là do Otto Bauer phác thảo, các nguyên lý cơ bản chung của chủ nghĩa Marxist Áo được trình bày. Người theo chủ nghĩa Marxist Áo tự hiểu mình là con đường thứ ba giữa chủ nghĩa cải cách dân chủ xã hội và chiều hướng cách mạng mà thời đó đại diện chủ yếu là các đảng thuộc Quốc tế cộng sản.

### Các khuynh hướng tân Marxist
Chủ nghĩa tân Marxist không phải bắt buộc phải là "mới" mà thật ra là một khái niệm quy tụ nhiều chiều hướng hay ý tưởng Marxist khác với cách nhìn chính thống của học thuyết Marxist và vạch rõ ranh giới với các tư tưởng truyền thống và đặc biệt là với sự thực hiện trên thực tế của chủ nghĩa Marx-Lenin. Mặc dù vậy các lý thuyết của Lenin, Trotsky hay Rosa Luxemburg vẫn mang tầm quan trọng trong các nghị luận của chủ nghĩa tân Marxist. Thuộc vào trong số các lý thuyết gia quan trọng nhất thời kỳ đầu của chủ nghĩa tân Marxist là Karl Korsch, Georg Lukács, Ernst Bloch và Antonio Gramsci.

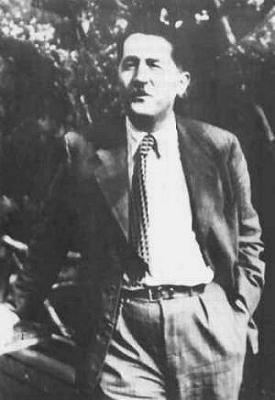
Karl Korsch (1886 - 1961)

Karl Kosch với tác phẩm Chủ nghĩa Marx và triết học là người đầu tiên vượt qua được đàm luận mang tính "giáo điều" về lý thuyết Marxist bằng cách tự áp dụng lý thuyết lịch sử Marxist vào sự phát triển của chủ nghĩa Marx.
Những khái niệm cơ bản của thuyết Marxist mà Georg Lukács phân tích là sự tha hóa (Marx's theory of alienation), xu hướng biến tất cả vật thể thành hàng hóa (reification) và ý thức giai cấp. Lukács cho rằng cùng với sự tư bản hóa liên tục của một xã hội ngày càng có nhiều tiểu hệ thống mang cơ cấu tư bản (cơ sở đào tạo biến thành xí nghiệp đào tạo cũng phải hoạt động mang tính kinh tế như một doanh nghiệp; nhà nước cần phải được điều hành như một doanh nghiệp,...). Quá trình biến vật thể thành hàng hóa này quyết định tất cả các quan hệ xã hội. Tác phẩm quan trọng nhất của ông là Lịch sử và ý thức giai cấp.
Erst Bloch cho rằng không chỉ đến với con người bằng các lý lẽ dựa trên lý trí mà vì có sự phát triển không đồng thời nên phải kêu gọi họ trên một bình diện sâu hơn. Ông nhắc đến những đấu tranh không được thỏa mãn trong lịch sử và sự xuất hiện của một thế giới không có sự thống trị sẽ được nhìn thấy trong một xã hội không tưởng cụ thể. Giữa thập niên 1950, ngay sau khi hoàn thành tác phẩm chính Das Prinzip Hoffnung (Nguyên lý của hy vọng), ông rời bỏ nước Cộng hòa Dân chủ Đức sang Cộng hòa Liên bang Đức do nhiều người học trò của ông đã bị bắt giam.
Antonio Gramsci, người đồng thành lập Đảng cộng sản Ý (Partito Comunista Italiano) đã sáng tác một trong các tác phẩm quan trọng nhất của chủ nghĩa tân Marxist. Khái niệm chính của học thuyết của ông là sự lãnh đạo (hegemony), được hiểu như là "sự thành hình của một ý thức tập thể" và như là "sự truyền bá của một phương thức suy nghĩ và hành động thuần nhất". Với các tác phẩm của ông, Gramsci đã có nhiều ảnh hưởng không những đến các nhà lý thuyết Marxist mà còn đến các lý thuyết châu Âu trong lãnh vực xã hội học và chính trị học. Ông cũng đã đặt những hòn đá nền tảng cho Chủ nghĩa Cộng sản châu Âu.
Chủ nghĩa Marxist châu Âu là một trong những khuynh hướng mang ảnh hưởng chủ nghĩa tân Marxist quan trọng nhất. Chủ nghĩa này ủng hộ các thay đổi trong các nền dân chủ đa nguyên (của phương Tây, kể cả Nhật Bản). Khái niệm phân rõ ranh giới với chủ nghĩa xã hội hiện thực, đặc biệt là trong các thập niên 1970 và 1980, đã không còn được thông dụng nữa sau khi Liên bang Xô viết sụp đổ và hiếm thấy trong thời gian hiện nay. Các đảng thuộc chủ nghĩa cộng sản châu Âu đã ra tranh cử trong các cuộc bầu cử ở Ý, Tây Ban Nha và Pháp.
Trường phái Frankfurt trong Viện nghiên cứu xã hội của trường Đại học Johann Wolfgang Goethe tại Frankfurt am Main do Max Horkheimer thành lập trong thập niên 1930 và tồn tại đến 1959. Cùng với Thuyết tới hạn (critical theory) Trường phái Frankfurt đã phát triển một triết học xã hội mang tính phê bình hệ tư tưởng, chịu ảnh hưởng của phê bình lý trí phương Tây, bàn về các điều kiện xã hội và lịch sử cho việc hình thành ý thức hệ trong xã hội và đặc biệt là về late capitalism. Cùng với sự phê bình này là đòi hỏi cải tạo quan hệ xã hội. Các nhà đại diện quan trọng bên cạnh Horkheimer là Theodor W. Adorno, Walter Benjamin, Erich Fromm, Herbert Marcuse và sau đấy là Jürgen Habermas. Trường phái Frankfurt đã có ảnh hưởng đến khuynh hướng Cánh tả mới (new left), các khuynh hướng tân Marxist khác cũng như là đến các cuộc tranh luận chuyên môn trong khoa học xã hội.

## Phê bình chủ nghĩa Marx

### Tổng quan
Ngay từ lúc công bố các tác phẩm đầu tiên của chủ nghĩa Marx đã xuất hiện nhiều phê bình trong gần như tất cả các lãnh vực của học thuyết. Nguyên nhân chủ yếu là do Marx đã không hoàn tất được tác phẩm cuối cùng của ông ("Tư bản") và cũng do Marx đã sửa chữa học thuyết của ông dựa trên các phê bình có căn cứ. Chẳng hạn như Marx đã viết trong thư gửi Vera Ivanovna Zasulich (Вера Ивановна Засулич) rằng có nhiều ý kiến mâu thuẫn với nhau về tiền đề xã hội cho một cuộc cách mạng xã hội chủ nghĩa. Một vài điều không được diễn đạt một cách rõ ràng và/hay được diễn giải khác nhau. Thí dụ như rút kinh nghiệm từ Công xã Paris, Marx đã viết rằng "giai cấp công nhân không thể đơn giản chỉ chiếm lấy bộ máy nhà nước có sẵn và vận hành nó cho các mục đích riêng của mình" (die Arbeiterklasse nicht die fertige Staatsmaschine einfach in Besitz nehmen und sie für ihre eigenen Zwecke in Bewegung setzen kann). Vì thế mà theo diễn giải của Lenin ý nghĩa của "tư tưởng của Marx (...) chính là giai cấp công nhân phải đập tan, đánh vỡ 'bộ máy nhà nước có sẵn' và không được phép chỉ tự giới hạn ở việc chiếm lấy nó. (...) Tuy nhiên, phái vô chính phủ cho rằng Marx muốn xây dựng một xã hội vô chính phủ).
Marx đã không nói cụ thể về trật tự chính trị của một nhà nước cộng sản. Trong nội bộ những người Marxist có nhiều phê bình đặc biệt là từ các khuynh hướng khác nhau của chủ nghĩa Tân Marxist (Neomarxism), mà mỗi một khuynh hướng thường chỉ phủ nhận một lãnh vực riêng lẻ hay phê bình những diễn giải của chủ nghĩa Marx-Lenin mà theo ý của họ là sai lầm. Phủ nhận toàn bộ các học thuyết Marxist trước nhất là từ phía những người theo đuổi các thế giới quan, khoa học hay triết học hoàn toàn khác.

### Phê bình từ những người Marxist
Trong chủ nghĩa Marx ngày nay có nhiều khuynh hướng khác nhau mà một phần hoàn toàn mâu thuẫn với nhau, hầu như toàn bộ các nguyên tố của học thuyết Marxist đều được tranh luận. Một số điểm đặc biệt được tranh cãi thí dụ như là:
- Vai trò của giai cấp công nhân và quan hệ của giai cấp công nhân với các phong trào xã hội khác.
- Định nghĩa (và tổ chức) của "dân chủ xã hội chủ nghĩa"
- Các tiền đề cho một cải tạo xã hội theo đường hướng xã hội chủ nghĩa
- Nhiều câu hỏi khác nhau của giá trị gia tăng
- Quan hệ giữa hạ tầng cơ sở và thượng tầng kiến trúc.

Tiếp nối theo Leo Trotsky, với một phiên bản Marxist của thuyết về các chu kỳ Kondratiev (Long Waves of Capitalist Development) Ernest Mandel đã sửa đổi quy luật về khuynh hướng lãi xuất giảm đi bằng cách nhấn mạnh rằng các lực tác động ngược lại có thể chiến thắng trong nhiều gian đoạn dài lâu.
Những người theo chủ nghĩa tân Marxist đặc biệt phủ nhận việc giáo điều hóa hệ tư tưởng Marxist như là thế giới quan vô sản, điều có thể nhận thấy trước nhất trong các học thuyết nhà nước của chủ nghĩa xã hội hiện thực.
Ngược lại, những người theo khuynh hướng của Chủ nghĩa Cộng sản châu Âu (Eurokommunism) và Chủ nghĩa Cải cách (Reformismus) lại bác bỏ sự đấu tranh giai cấp như là phương tiện để dẫn đến chủ nghĩa xã hội và cố tìm những con đường dân chủ để khắc phục mâu thuẫn giai cấp.
Các lý thuyết gia chịu ảnh hưởng của Marx phê phán ông rằng trong diễn đạt về giá trị sử dụng của hàng hóa Marx đã đánh giá quá cao những tác động của nó đến một thay đổi dẫn đến chủ nghĩa cộng sản, và văn hóa cũng như tự nhiên gần như không được đưa vào trong các thuyết về kinh tế của ông. Các tiền đề cho việc chuyển đổi một xã hội từ chủ nghĩa xã hội sang chủ nghĩa cộng sản cũng được tranh cãi. Chính Marx cũng đã lưu ý rằng việc này chỉ có thể hoàn thành sau một cuộc cách mạng trên toàn thế giới

### Phê bình từ những người phi Marxist
Gần như tất cả những người phê bình không theo chủ nghĩa Marx đều phủ nhận các học thuyết của Marx là sự thật duy nhất và ít nhất là ủng hộ nhiều phần của phê bình từ trong nội bộ những người Marxist. Thêm vào đó, ngoại trừ phân tích về chủ nghĩa tư bản, các phần khác của chủ nghĩa Marx đều bị hoài nghi hay phủ nhận.
Một số các nhà phê bình tự do (liberal) là Milton Friedman (Trường phái Chicago) hay Friedrich Hayek và Ludwig von Mises (Trường phái Áo). John Maynard Keynes cũng là một nhà phê bình mà các học thuyết của ông đã có ảnh hưởng quyết định đến chính sách kinh tế trong các nước công nghiệp cho đến nửa sau của thế kỷ XX.
Thí dụ như thuyết biện chứng của Hegel – cơ sở của chủ nghĩa duy vật biện chứng – được cho là sai lầm như Karl Raimund Popper đã phê bình trong tác phẩm Xã hội mở và những kẻ thù của nó. Tư tưởng của Marx dẫn đến một "xã hội đóng". Xã hội này có đặc tính là nó được những người tiên phong lập nên từ trên bản vẽ, những người tin rằng họ có được nhận thức khoa học về những quyền lợi khách quan của những người bị đàn áp, ngay cả khi chúng khác hẳn những quyền lợi được cảm nhận chủ quan. Như thế một xã hội đóng là một chính thể chuyên chế. Năm 1957 trong bài viết Sự khốn cùng của chủ nghĩa lịch sử Popper đã phê bình ý niệm của chủ nghĩa duy vật lịch sử:
- Lịch sử tiến triển theo mục đích
- Khuôn mẫu nhất định trong lịch sử được luận giải bằng những khuôn mẫu nhất định nối tiếp theo sau đó
- Nhận thức được cho là "khách quan" của các khuôn mẫu cơ bản này cho phép dự đoán tiến trình của lịch sử và cho phép nói lên một cách chuẩn mực về cách tạo ảnh hưởng đến tiến trình này như thế nào.

Nói chung là "chủ nghĩa xã hội khoa học" là không khoa học và mang tính không thể phủ nhận (non-falsifiability). Đặc biệt là khi các luận đề Marxist được thể hiện bằng phương tiện phê bình hệ tư tưởng: Những người hoài nghi quy luật về xu hướng giảm đi của lãi suất hay về sự rút gọn tất cả lịch sử về lịch sử của đấu tranh giai cấp đều bị cho rằng sự hoài nghi của họ hoàn toàn không trung thực và chỉ là sản phẩm của hệ tư tưởng vì quyền lợi của giai cấp đang thống trị. Người hoài nghi càng kiên quyết giữ vững sự ngờ vực của mình thì người phê bình hệ tư tưởng lại càng tin rằng có thể nhận thấy những dụng ý đứng sau đó. Vì thế mà người này không thể nêu ra các điều kiện mà dưới các điều đó người đấy sẽ công nhận rằng các luận đề của mình là sai.
Những người phê bình khác chỉ trích mối quan hệ hẹp hòi giữa hạ tầng cơ sở và thượng tầng kiến trúc, như có thể thấy trong chủ nghĩa tư bản độc quyền nhà nước (State monopoly capitalism) và trong một số thuyết cacten (cartel) Marxist. Tại đây, các cơ quan nhà nước được miêu tả như là những người nhận mệnh lệnh trực tiếp của các nhà công nghiệp, trở thành chỉ là "tai sai của chủ nghĩa tư bản độc quyền". Vì thế mà nhà lịch sử học người Đức Gerd Koenen và nhà chính trị học người Mỹ Daniel Pipes đã gọi chủ nghĩa Marx-Lenin là một thuyết âm mưu.
Một số phê bình cho rằng con đường đi đến chủ nghĩa cộng sản thông qua một bộ máy (chuyên chính vô sản) đầy quyền lực mang mối hiểm nguy là những người lãnh đạo không hướng đến các cải cách cấu trúc vì quyền lợi của giai cấp vô sản mà đặc biệt là để bảo vệ quyền lực của chính họ. Vì thế mà nhiều nhà nghiên cứu thí dụ như các nhà phát hành quyển Le Livre noir du communisme (tạm dịch: Cuốn sách đen về chủ nghĩa cộng sản) nhận định rằng việc giết hàng triệu người của Josef Stalin, Mao Trạch Đông hay Pol Pot không phải là việc đi sai đường lối của thuyết Marxist vốn dĩ tốt đẹp mà chính là thuyết Marxist chứa đựng những quan điểm sẽ dẫn đến những hành động đó.

### Phản phê bình
Trong thời gian sáng tạo, Marx và Engels đã đưa nhiều phát triển vào trong các nhận định lý thuyết của hai ông. Vì thế mà cần phải chú ý rằng cũng phải xem các trình bày của Marx và Engel xuất phát từ thời kỳ nào. Các quan điểm sau đây chủ yếu dựa vào các tác phẩm hay bài viết sau này của Marx.
Nhiều dẫn giải Marxist mới (Chủ nghĩa tân Marxist – Neomarxism) phủ nhận cách diễn giải theo mục đích luận (Teleology) và thuyết quyết định (determinism) là những điểm phê bình chính về học thuyết Marxist. Sự phát triển xã hội không được hiểu như đã định trước, như là một quá trình phát triển đến một mục đích nhất định và quá trình này cũng không được quyết định bởi cả môi trường vật chất lẫn phương thức sản xuất trong một xã hội.
Hạ tầng cơ sở không quyết định thượng tầng kiến trúc. Sự phát triển không đi theo hình thức bậc thang và cũng không thể định trước. Các điểm nhấn mạnh này được đưa ra sau đấy và không thể nhận thấy dưới hình thức này trong các tác phẩm của Marx và Engels. Phê bình của Popper, học thuyết Marxist khẳng định sự có mục đích và quy luật trong phát triển lịch sử và từ đấy rút ra giải pháp cho tương lai, là không đúng theo cách nhìn này. Khẳng định của Popper, học thuyết Marxist dựa trên việc tạo khả năng nhận thức khách quan, cũng phải được nhìn bằng một cách phê phán. Đúng hơn là phải xuất phát từ quan điểm là những khái niệm như nhận thức khách quan không có chỗ đứng trong tư tưởng về nhận thức luận của Marx. Phê phán của Popper về việc áp dụng phê bình hệ tư tưởng có thể đúng nhưng cũng không thể thay đổi được tầm quan trọng của việc phê bình hệ tư tưởng cho khoa học xã hội, việc mang hành động của mỗi một cá nhân (mà Marx cũng không tự cho mình là một ngoại lệ) vào trong một hệ tư tưởng (thế giới quan) cấu thành thế giới như chúng ta nhận biết được.

### Chủ nghĩa Marx
- Karl Marx, Friedrich Engels: Marx Engels toàn tập. 43 Bände, Dietz Verlag, Ost-Berlin (ab 1989: Berlin) 1956-1990
- Karl Marx: Ökonomisch-philosophische Manuskripte. (1844)
- Karl Marx und Friedrich Engels: Das Kommunistische Manifest.(Originalausgabe 1848). Eine moderne Edition. Mit einer Einleitung von Eric Hobsbawm, Argument Verlag 1999, ISBN 3-88619-322-5
- Karl Marx: Lohnarbeit und Kapital. Artikel in der Neuen Rheinischen Zeitung, April (1849)
- Karl Marx: Grundrisse der Kritik der politischen Ökonomie. (1857/58)
- Karl Marx: Das Kapital. Band I-III (1. Auflage 1867) Paderborn: Voltmedia, ISBN 3-937229-34-5
- Friedrich Engels: Die Entwicklung des Sozialismus von der Utopie zur Wissenschaft., 1882
- Perry Anderson: Über den westlichen Marxismus. Syndikat, Frankfurt am Main 1978, ISBN 3-8108-0074-0
- Eberhard Braun: Aufhebung der Philosophie: Karl Marx und die Folgen. Metzler Verlag, Stuttgart 1992
- Cajo Brendel, Anton Pannekoek: Denker der Revolution. Ça Ira, Freiburg im Breisgau 2001, ISBN 3-924627-75-4
- Alex Callinicos: Die revolutionären Ideen von Karl Marx. VZGA, Frankfurt am Main 1998, ISBN 3-9806019-2-7
- Jacques Derrida: Marx' Gespenster. Der Staat der Schuld, die Trauerarbeit und die neue Internationale. Fischer-Taschenbücher, Frankfurt a. Main 1996, ISBN 3-596-12380-1
- Jacques Derrida: Marx & Sons. Suhrkamp Taschenbuch Wissenschaft, Frankfurt am Main 2004, ISBN 3-518-29260-9
- Iring Fetscher: Marx. Herder Verlag, Freiburg im Breisgau 1999, ISBN 3-451-04728-4
- Iring Fetscher: Marx-Engels-Studienausgabe. Fischer-Taschenbücher, Frankfurt am Main 1966, ISBN 3-596-26059-0
- Helmut Fleischer: Marxismus und Geschichte. Suhrkamp, Frankfurt am Main 1969, ISBN 3-518-00323-2
- Michael Heinrich: Kritik der politischen Ökonomie. Eine Einführung. 2. durchgesehene und erweiterte Auflage. Schmetterling Verlag, Stuttgart 2004, ISBN 3-89657-588-0
- Rosa Luxemburg: Sozialreform oder Revolution? Leipzig 1899
- Ernest Mandel: Einführung in den Marxismus. 6. Auflage. Internationale Sozialistische Publikationen, Köln 1998, ISBN 3-929008-04-1
- Ernst Theodor Mohl, Werner Hofmann, Joan Robinson und andere: Folgen einer Theorie: Essays über Das Kapital von Karl Marx. Suhrkamp, Frankfurt am Main 1967, ISBN 3-518-10226-5
- Oskar Negt: Kant und Marx: ein Epochengespräch. Steidl Verlag, Göttingen 2003, ISBN 3-88243-897-5
- Anton Pannekoek, Paul Mattick und andere: Marxistischer Anti-Leninismus. Ça Ira, Freiburg im Breisgau 1990, ISBN 3-924627-22-3

### Phê bình
- Karl Raimund Popper: Die offene Gesellschaft und ihre Feinde: Band 2: Falsche Propheten: Hegel, Marx und die Folgen (Xã hội mở và những kẻ thù của nó, tập 2: các nhà tiên tri sai lầm: Hegel, Marx và hậu quả). UTB Nhà xuất bản khoa học, Stuttgart 1992, ISBN 3-8252-1725-6
- Karl Raimund Popper: Das Elend des Historizismus (Sự khốn cùng của chủ nghĩa lịch sử). Phát hành lần thứ 7. Mohr Siebeck, Tübingen 2003, ISBN 3-16-148025-2
- Rudolf Bahro: Die Alternative: Zur Kritik des real existierenden Sozialismus (Sự lựa chọn khác: Phê bình chủ nghĩa xã hội hiện thực). Europäische Verlagsanstalt, Köln 1977, ISBN 3-434-00353-3
- Gerd Koenen: Marxismus-Leninismus als universelle Verschwörungstheorie (Chủ nghĩa Marx-Lenin như thuyết âm mưu mọi mặt). Trong: Die neue Gesellschaft/Frankfurter Hefte,H. 2 (1999), S. 127-132

### Phản phê bình
- Galina Belkina: Marxismus oder Marxologie (Chủ nghĩa Marx hay Marx học). Akademie-Verlag, Berlin (DDR) 1975
- Elmar Julier: Marx-Engels-Verfälschung und Krise der bürgerlichen Ideologie (Ngụy tạo Marx Engels và cuộc khủng hoảng của hệ tư tưởng tư bản). Akademie-Verlag, Berlin (DDR) 1975
- Horst Ullrich: Zur Reaktion der bürgerlichen Ideologie auf die Entstehung des Marxismus (Phản ứng của hệ tư tưởng tư bản về sự hình thành của Chủ nghĩa Marx). Akademie-Verlag, Berlin (DDR) 1976